# محمد بن عیسی ازبار
محمد بن عیسی ازبار (؟ -۱۸۸۹م) فقیه و اصلاح‌طلب الجزایری بود. در جنبش اصلاح اجتماعی الجزایر که در سدهٔ سیزدهم هجری جریان یافت، مشارکت داشت. به شرق جهان عرب انتقال یافت و در عمان مدت بسیار ساکن بود. «الضیاء» و «بیان الشرع» (۷۰ جزء) از آثار اوست که نسخه‌های خطّی آن نگهداری می‌شود. 